# Sidi El Hani (délégation)
Sidi El Hani est une délégation tunisienne dépendant du gouvernorat de Sousse.
En 2014, elle compte 13 505 habitants dont 6 520 hommes et 6 985 femmes répartis dans 2 986 ménages et 3 646 logements.